# Valeri Legasov
Valeri Legasov (în rusă Валерий Алексеевич Легасов; n. 1 septembrie 1936, Tula, RSFS Rusă, URSS – d. 27 aprilie 1988, Moscova, RSFS Rusă, URSS) a fost un proeminent chimist anorganic sovietic și membru al Academiei de Științe a URSS. Este cunoscut în principal pentru activitatea sa în calitate de șef al comisiei care a investigat catastrofa de la Cernobîl.
Sinuciderea lui Legasov a provocat un șoc în industria nucleară sovietică. În special, existența unei probleme cu privire la proiectarea barelor de control în reactorii RBMK de tip Cernobîl a fost admisă și abordată.     
La 20 septembrie 1996, președintele rus Boris Elțîn i-a acordat postum lui Legasov titlul onorific de erou al Federației Ruse pentru "curajul și eroismul" prezentat în investigarea dezastrului.

## În mass-media
Legasov este portretizat de Jared Harris în miniseria Sky / HBO Cernobîl (2019)  și de Ade Edmondson în docudrama BBC Surviving Disaster. 